# Образцы
Образцы́ — посёлок во Фроловском районе Волгоградской области России. Административный центр Арчединского сельского поселения.

## История
Посёлок Образцы с 1928 по 1940 год относился к Перфиловскому сельсовету.
С 1940 по 1953 год посёлок входил в образованный Рубёженский сельсовет.

## Инфраструктура
В посёлке находятся школа, медпункт, магазины, пекарня, часовня, операционная касса № 4006/0117 Сбербанка России.
Посёлок газифицирован, есть водопровод, асфальтированные дороги.
Имеется большой пруд.
На востоке неподалёку от посёлка находится недействующий аэродром Образцы (аэродром сельскохозяйственной авиации совхоза «Арчединский»).